# Cratere Iazu
Iazu  è un cratere sulla superficie di Marte.